# 1556 Wingolfia
Wingolfia (asteróide 1556) é um asteróide da cintura principal com um diâmetro de 28,65 quilómetros, a 3,0200452 UA. Possui uma excentricidade de 0,1169791 e um período orbital de 2 310,25 dias (6,33 anos).
Wingolfia tem uma velocidade orbital média de 16,10539947 km/s e uma inclinação de 15,76848º.
Esse asteróide foi descoberto em 14 de Janeiro de 1942 por Karl Reinmuth. O nome é homenagem a  Heidelberger Wingolf.